# Amphixystis canthopa
Amphixystis canthopa är en fjärilsart som beskrevs av Edward Meyrick 1924. Amphixystis canthopa ingår i släktet Amphixystis och familjen äkta malar. Inga underarter finns listade i Catalogue of Life.